# Narodowy Bank Republiki Białorusi
Narodowy Bank Republiki Białorusi (biał. Нацыянальны банк Рэспублікі Беларусь, Nacyjanalny bank Respubliki Biełaruś, ros. Национальный банк Республики Беларусь, Nacyonalnyj bank Riespubliki Biełaruś) – centralny bank państwowy Białorusi z siedzibą w Mińsku.
Instytucja została powołana zarządzeniem Rady Komisarzy Ludowych Białoruskiej SRR jako Białoruski Bank Republikański (Biełaruski respublikanski bank). Ostatecznie placówka została podporządkowana Bankowi Państwowemu ZSRR. Od 1991 roku działa jako niezależna instytucja niepodległej Białorusi.
W 2008 roku utworzona została Agencja Gwarantowanego Pokrycia Wkładów Bankowych (Depozytów) Osób Fizycznych.
Szefami Banku byli:
- 1991–1996 – Stanisłau Bahdankiewicz
- 1996–1997 – Tamara Winnikawa
- 1997–1998 – Hienadź Alejnikau
- 1998–2011 – Piotr Prakapowicz
- 2011–2014 – Nadzieja Jermakowa
- 2014–2025 – Paweł Kallaur

Od marca 2025 roku jego prezesem jest Raman Hałouczenka.
W 2023 roku bank podlegał kanadyjskim sankcjom.